# Hermann August Eidmann
Hermann August Eidmann (* 21. Februar 1897 in Wahlen bei Kirtorf; † 4. September 1949 in Mittenwald, Oberbayern) war ein deutscher Zoologe und in der ersten Hälfte des 20. Jahrhunderts einer der führenden deutschen Experten für die Insektenkunde (Entomologie).

## Leben und Werk
Eidmann studierte Forstwissenschaft an der Universität Gießen, wo er der Studentenverbindung Landsmannschaft Darmstadtia beitrat.
Seine Lebensaufgabe war die Zoologie – vor allem die Tierwelt in der Lebensgemeinschaft des Waldes. Wissenschaft und forstliche Praxis verdanken ihm bahnbrechende Arbeiten über Jagdtierkunde, Ameisen und forstliche Schädlinge. Seine Expeditionen führten ihn in den 1920er und 1930er Jahren nach China, Nordamerika, Brasilien und Afrika. Vor allem dem die große Fülle der Lebensformen in den tropischen Regenwäldern beschäftigte Erdmann. Seine Forschungen auf diesem Gebiet machte ihn zu einem der Pioniere der jungen tropischen Forstwissenschaft.
Nach seiner Promotion 1922 arbeitete er zunächst als Assistent am Zoologischen Institut der Universität München und 1925 als Assistent von Karl Escherich am Institut für Angewandte Zoologie. Mitte der 1920er-Jahre war Eidmann Privatdozent am Zoologischen Institut, als dort der spätere Nobelpreisträger Karl von Frisch den Lehrstuhl innehatte. Von 1929 bis zu seinem Tod war Eidmann Leiter des Zoologischen Instituts der Forstlichen Hochschule in Hannoversch-Münden und Direktor des dortigen Instituts für forstliche Zoologie der Georg-August-Universität Göttingen. Eidmann war von 1941 bis 1945 Leiter der Fachsparte 28 „Koloniale Zoologie“ in der Kolonialwissenschaftlichen Abteilung des Reichsforschungsrates und damit Gutachter für das Gesamtgebiet der Zoologie der Tropen und Subtropen. Im November 1933 unterzeichnete er das Bekenntnis der deutschen Professoren zu Adolf Hitler.
Sein Lehrbuch der Entomologie von 1941 war über drei Jahrzehnte das Standardwerk in Deutschland. Daneben publizierte Eidmann viele grundlegende Aufsätze und Studien zur Forstentomologie und zur Ökologie mit dem Schwerpunkt auf Insekten. Sein letztes Projekt beschäftigte sich mit einer ökologischen Studie über die Ameisenarten in Tibet und den angrenzenden Gebieten.
Zu seinen bekannten Schülern und Assistenten gehören Fritz Schwerdtfeger, Gustav Wellenstein und Jean Pierre Vité.

## Schriften
- Die Entwicklungsgeschichte der Zähne des Menschen mit Berücksichtigung des Wirbeltiergebisses, Dissertationsschrift, Berlin 1923
- Untersuchungen über Wachstum und Häutung der Insekten, Habilitationsschrift (im Druck in Zeitschrift für Morphologie und Ökologie der Tiere, Band 2, Berlin 1924)
- Alterserscheinungen am Gebiß des Rothirsches als Grundlage zur exakten Bestimmung des Lebensalters; Hannover 1933
- Die Flugzeugbestäubung der Forstschädlinge und ihre Organisation im Lichte neuzeitlicher Erfahrung und Forschung, Sonderdruck Zeitschrift für Forst- und Jagdwesen (Jahrgang 1933, Heft 1/2), Berlin 1933
- Die Forleule in Preußen im Jahre 1933. Wissenschaftliche Untersuchungen des Zoologischen Instituts der Forstlichen Hochschule Hann.-Münden anläßlich der Massenvermehrung der Forleule Panolis flammea Schiff. in Preußen im Jahre 1933, Hannover 1934
- Untersuchungen am Gebiß der Rothirsches und der anderen einheimischen Cerviden, Hannover 1939
- Lehrbuch der Entomologie, Berlin, Verlag Parey, 1941 (2. Aufl. neubearbeitet von Friedrich Kühlhorn, 1970)
- Der tropische Regenwald als Lebensraum. 2. Beitrag zu den wissenschaftlichen Ergebnissen der Forschungsreise H. Eidmann nach Spanisch-Guinea 1939/40, In: Kolonialforstliche Mitteilungen (Heft 2/3 1942), Neudamm u. a. 1942